# Eudorylas zonellus
Eudorylas zonellus är en tvåvingeart som beskrevs av Collin 1956. Eudorylas zonellus ingår i släktet Eudorylas och familjen ögonflugor. Arten är reproducerande i Sverige. Inga underarter finns listade i Catalogue of Life.